# Наїп – Газачак
Наїп – Газачак – трубопровідна система для транспортування рідких вуглеводнів туркменського газопереробного заводу Наїп.
В 1998 році на північному сході пустелі Каракум почав роботу ГПЗ Наїп, вилучені яким гомологи метану подаються по двом трубопроводам завдовжки 50 км до селища Газачак. Одна з ліній призначена для транспортування конденсату, який відправляють через залізничний термінал Газачак на Сейдинський НПЗ для переробки у нафтопродукти. Інша лінія перекачує зріджений нафтовий газ (пропан-бутанова фракція), який далі вивозять у залізничних або автомобільних цистернах (передусім на експорт).
Відносно обсягів перекачки можливо відзначити, що за 7 місяців 2020-го на ГПЗ Наїп було випущено 74 тисячі тон ЗНГ та 25 тисяч тон конденсату.